# Danai Udomčoke
Danai Udomčoke (thajsky ดนัย อุดมโชค, Danai Udomchoke; narozený 11. srpna 1981 Bangkok) je thajský profesionální tenista. Ve své dosavadní kariéře na okruhu ATP World Tour nevyhrál žádný turnaj. Na challengerech ATP a okruhu ITF získal k lednu 2012 osm titulů ve dvouhře.
Na žebříčku ATP byl nejvýše ve dvouhře klasifikován v lednu 2007 na 77. místě a ve čtyřhře pak v dubnu 2004 na 146. místě. Trénuje ho Jan Stoce.
Na Asijských hrách 2006 konaných katarském v Dauhá získal zlatou medaili ve dvouhře a bronz v družstvech. Z Jihoasijských her 2005, 2007 a 2009 si přivezl jednu zlatou, tři stříbrné a tři bronzové medaile. V roce 2007 také vybojoval zlatou medaili ve dvouhře na Univerziádě, kterou hostilo jeho rodné město Bangkok.
Na grandslamu v hlavní soutěži debutoval na US Open 2004, kde v úvodním kole podlehl Tommy Robredovi ve třech setech. Na Australian Open 2006 odehrál v 1. kole pětisetový zápas proti světové trojce Davidu Nalbandianovi, když odešel poražen po výsledku 2–6, 2–6, 6–1, 7–64, 1–6. O rok později na Australian Open 2007 se probojoval do třetího kola, když přešel přes dvacátého čtvrtého nasazeného Juana Carlose Ferrera a poté podlehl turnajové čtrnáctce Srbu Novaku Djokovićovi.

## Finále na challengerech ATP a okruhu Futures
| Legenda – tituly |
| ---------------- |
| Challengery (8)  |
| Futures (0)      |

### Dvouhra

#### Vítěz (8)
| Č. | Datum              | Turnaj      | Povrch    | Soupeř ve finále | Výsledek      |
| -- | ------------------ | ----------- | --------- | ---------------- | ------------- |
| 1. | 6. října 2003      | Dharwad     | tvrdý     | Yeu-Tzuoo Wang   | 7–6, 6–1      |
| 2. | 23. května 2005    | Pusan       | tvrdý     | Paul Goldstein   | 7–6, 6–1      |
| 3. | 25. července 2005  | Granby      | tvrdý     | Gregory Carraz   | 7–6, 2–6, 7–6 |
| 4. | 14. listopadu 2005 | Champaign   | tvrdý (h) | Justin Gimelstob | 7–5, 6–2      |
| 5. | 17. dubna 2006     | Chikmagalur | tvrdý     | Tošihide Macui   | 7–6, 6–4      |
| 6. | 15. května 2006    | Fergana     | tvrdý     | Alexander Peya   | 6–0, 6–2      |
| 7. | 6. listopadu 2006  | Pusan       | tvrdý     | Paul Goldstein   | 6–2, 6–0      |
| 8. | 17. května 2009    | Pusan       | tvrdý     | Blaž Kavčič      | 6–2, 6–2      |